# جاكوب يوست
جاكوب يوست هو سياسي أمريكي، ولد في 1 أبريل 1853 في ستونتون في الولايات المتحدة، وتوفي في 25 يناير 1933 في بالو ألتو في الولايات المتحدة. نشط حزبياً في الحزب الجمهوري. وقد انتخب عضو مجلس نواب الولايات المتحدة عن ولاية فرجينيا ‏ وانتخب عضو مجلس النواب الأمريكي ‏.